# Скворцов, Иван Васильевич (Герой Советского Союза)
Иван Васильевич Скворцов (1918—1943) — лейтенант Рабоче-крестьянской Красной Армии, участник Великой Отечественной войны, Герой Советского Союза (1944).

## Биография
Иван Скворцов родился в 1918 году в деревне Лучинское (ныне — Собинский район Владимирской области). После окончания восьми классов школы заведовал чайной. В мае 1941 года Скворцов был призван на службу в Рабоче-крестьянскую Красную Армию. В 1942 году он окончил Ленинградское военно-инженерное училище. С того же года — на фронтах Великой Отечественной войны.
К октябрю 1943 года гвардии лейтенант Иван Скворцов командовал понтонным взводом 2-го гвардейского отдельного моторизованного понтонно-мостового батальона 4-й понтонно-мостовой бригады 12-й армии 3-го Украинского фронта. Отличился во время битвы за Днепр. 25 октября 1943 года взвод Скворцова под массированным вражеским огнём переправлял передовые отряды на западный берег Днепра в районе Запорожья, совершив семь рейсов. Когда во время седьмого рейса катер был повреждён, Скворцова заделал в нём пробоины, сохранив его от затопления. Во время восьмого рейса Скворцов погиб. Похоронен в братской могиле в Запорожье.
Указом Президиума Верховного Совета СССР от 22 февраля 1944 года за «образцовое выполнение боевых заданий командования на фронте борьбы с немецкими захватчиками и проявленные при этом отвагу и геройство» гвардии лейтенант Иван Скворцов посмертно был удостоен высокого звания Героя Советского Союза. Также был награждён орденами Ленина и Красной Звезды.
В честь Скворцова названа улица в Запорожье.